# Sierra de la Cabrera - ZEPA
Sierra de la Cabrera - ZEPA este o arie protejată (arie de protecție specială avifaunistică — SPA) din Spania întinsă pe o suprafață de 19.936,57 ha, integral pe uscat.

## Localizare
Centrul sitului Sierra de la Cabrera - ZEPA este situat la coordonatele 42°11′46″N 6°31′49″W / 42.196°N 6.5303°V.

## Înființare
Situl Sierra de la Cabrera - ZEPA a fost declarat arie de protecție specială avifaunistică în octombrie 2000 pentru a proteja 92 de specii de animale.

## Biodiversitate
Situată în ecoregiunea mediteraneană, aria protejată nu include niciun habitat protejat.
La baza desemnării sitului se află mai multe specii protejate de  păsări (92): uliu porumbar (Accipiter gentilis), uliu păsărar (Accipiter nisus), fluierar de munte (Actitis hypoleucos), ciocârlie-de-câmp (Alauda arvensis), pescăruș albastru (Alcedo atthis), rață mare (Anas platyrhynchos), fâsă-de-câmp (Anthus campestris), fâsă de luncă (Anthus pratensis), fâsă de pădure (Anthus spinoletta), fâsă de pădure (Anthus trivialis), lăstunul mare (Apus apus), acvilă de munte (Aquila chrysaetos), buha (Bubo bubo), șorecarul comun (Buteo buteo), caprimulg (Caprimulgus europaeus), cânepar (Carduelis cannabina), sticlete (Carduelis carduelis), Carduelis citrinella, scatiu (Carduelis spinus), florinte (Chloris chloris), barză albă (Ciconia ciconia), mierla de apă (Cinclus cinclus), șerpar (Circaetus gallicus), erete vânăt (Circus cyaneus), erete cenușiu (Circus pygargus), botgros (Coccothraustes coccothraustes), porumbel gulerat (Columba palumbus), cuc (Cuculus canorus), lăstun de casă (Delichon urbica), Elanus caeruleus, presură galbenă (Emberiza citrinella), presură de grădină (Emberiza hortulana), măcăleandru (Erithacus rubecula), Falco naumanni, șoim călător (Falco peregrinus), vânturel roșu (Falco tinnunculus), muscar negru (Ficedula hypoleuca), cinteză (Fringilla coelebs), Fringilla montifringilla, vulturul pleșuv sur (Gyps fulvus), acvilă pitică (Hieraaetus pennatus), Hippolais polyglotta, rândunică (Hirundo rustica), sfrâncioc roșiatic (Lanius collurio), forfecuță gălbuie (Loxia curvirostra), ciocârlie de pădure (Lullula arborea), privighetoare (Luscinia megarhynchos), gușă albastră (Luscinia svecica), gaia neagră (Milvus migrans), gaia roșie (Milvus milvus), mierlă de piatră (Monticola saxatilis), mierlă albastră (Monticola solitarius), codobatură galbenă (Motacilla alba), codobatură de munte (Motacilla cinerea), muscar sur (Muscicapa striata), pietrar mediteranean (Oenanthe hispanica), pietrar sur (Oenanthe oenanthe), Parus caeruleus, pițigoi mare (Parus major), Perdix perdix hispaniensis, viespar (Pernis apivorus), codroș de munte (Phoenicurus ochruros), codroșul de pădure (Phoenicurus phoenicurus), pitulice de munte (Phylloscopus bonelli), pitulice de munte (Phylloscopus collybita), Phylloscopus ibericus, pitulice-fluierătoare (Phylloscopus trochilus), corcodel mare (Podiceps cristatus), Prunella collaris, brumăriță de pădure (Prunella modularis), Ptyonoprogne rupestris, Pyrrhocorax pyrrhocorax, mugurarul (Pyrrhula pyrrhula), aușel sprâncenat (Regulus ignicapilla), aușel cu cap galben (Regulus regulus), mărăcinar (Saxicola rubetra), mărăcinar negru (Saxicola torquatus), sitar de pădure (Scolopax rusticola), cănăraș (Serinus serinus), turturică (Streptopelia turtur), silvie cu cap negru (Sylvia atricapilla), silvie de zăvoi (Sylvia borin), silvie roșcată (Sylvia cantillans), silvie de câmp (Sylvia communis), silvie de tufiș (Sylvia undata), corcodel mic (Tachybaptus ruficollis), sturzul viilor (Turdus iliacus), mierlă (Turdus merula), sturz-cântător (Turdus philomelos), sturz (Turdus pilaris), sturzul de vâsc (Turdus viscivorus), strigă (Tyto alba).